# 萌文社
有限会社萌文社（ほうぶんしゃ、英: HOBUNSYA PUBLISHING CORPORATION.）は、日本の出版社。1987年9月創業。主に福祉系(社会福祉、精神障害分野や社会教育、住環境・まちづくり、子育て・子育ちなど)の出版を行なう。
ケースワーカーの職能団体の全国公的扶助研究会とホームヘルパーの職能団体のホームヘルパー全国連絡会は、萌文社内に事務局を置いている。

## 定期刊行物
- 季刊公的扶助研究（編集・発行：全国公的扶助研究会）
- 心理科学（編集・発行：心理科学研究会）
- 大学のメンタルヘルス（編集・発行：全国大学メンタルヘルス学会）
- こども環境学研究（編集・発行：一般社団法人こども環境学会）
- 精神保健福祉ジャーナル ゆうゆう（編集・発行：ゆうゆう編集委員会）
- 医療ソーシャルワーク（編集・発行：東京医療ソーシャルワーカー協会）

出典。